# Gefährdungsmeldung

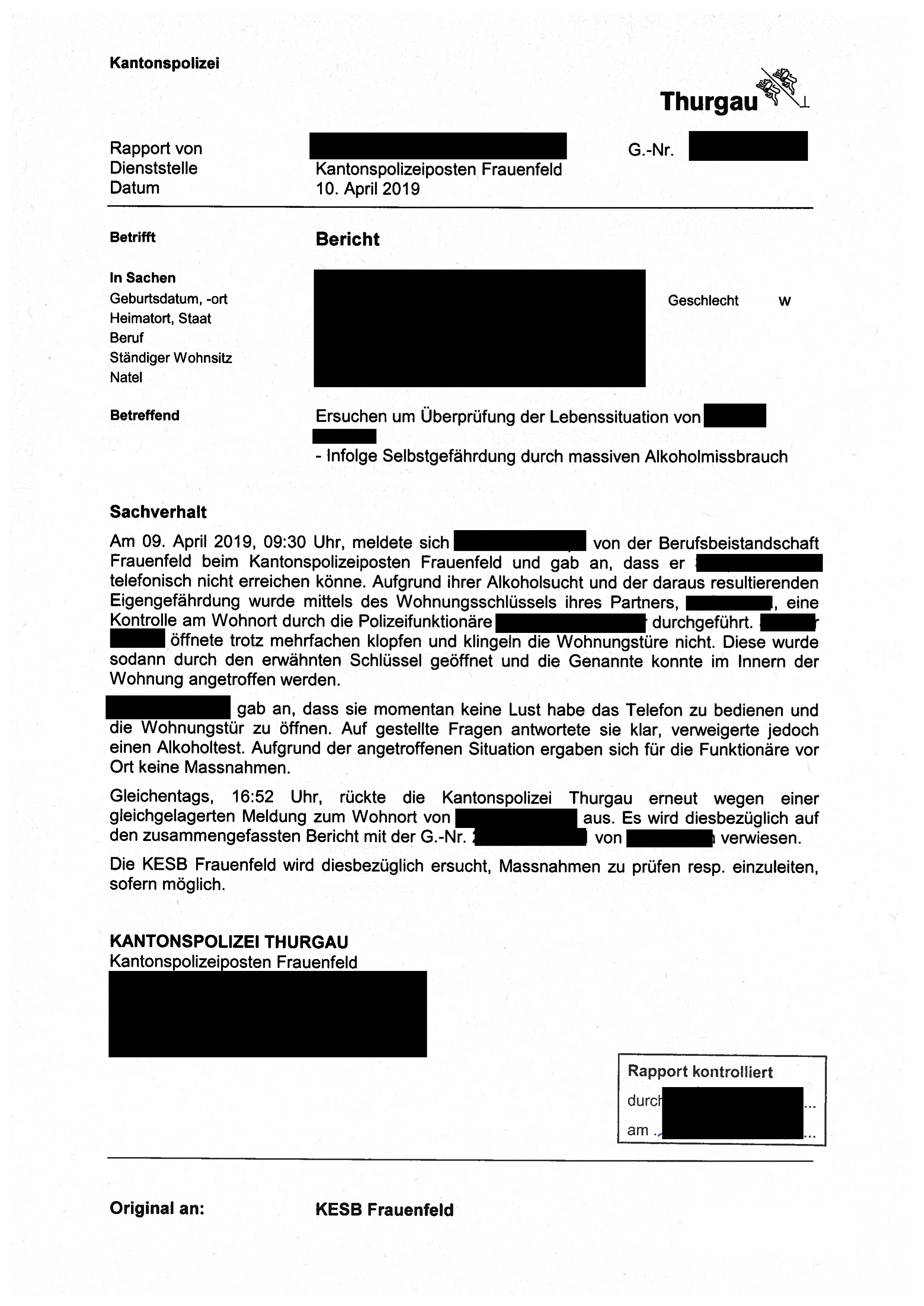
Beispiel einer Gefährdungsmeldung der Polizei an die KESB

Eine Gefährdungsmeldung ist in der Schweiz ein von einer natürlichen Person oder von einer juristischen Person eingereichtes Schreiben an die jeweilige Vormundschaftsbehörde (ab 2013: Kindes- und Erwachsenenschutzbehörde (KESB)) und ermöglicht bei Gefährdung von Personen, zu deren Hilfe aktiv zu werden. Eine Gefährdung liegt vor, wenn die Möglichkeit einer Beeinträchtigung einer betroffenen Person, beispielsweise eines Kindes, besteht.
Nicht erforderlich ist, dass diese Beeinträchtigung schon besteht, sondern die Meldung kann auch präventiv, zur Vermeidung einer Beeinträchtigung erfolgen. Eine Gefährdungsmeldung ist ein einschneidender Schritt und erfolgt in der Regel nur, wenn freiwillige Bemühungen erfolglos waren.
Die Meldung richtet sich nach folgenden Gesetzesgebungen:
- Art. 443 ZGB: Jede Person kann der Erwachsenenschutzbehörde Meldung erstatten, wenn eine Person hilfsbedürftig erscheint. Vorbehalten bleiben die Bestimmungen über das Berufsgeheimnis.
- Art. 314c ZGB: Jede Person kann der Kindesschutzbehörde Meldung erstatten, wenn die körperliche, psychische oder sexuelle Integrität eines Kindes gefährdet erscheint.

Folgende Leitfaden sind vorhanden:
- Leitfaden der KESCHA
- Leitfaden Kanton ZH für die Zusammenarbeit Schulen und KESB

## Böswillige Meldungen
Häufig gibt es böswillig motivierte Meldungen. Zur Wehr setzen kann man sich gegen diese durch einen Strafantrag bei der Staatsanwaltschaft.
Die folgenden Straftaten könnten bei einer böswillig motivierten Gefährdungsmeldung vorliegen: Ehrverletzung, Verleumdung, üble Nachrede (Art 173, 174).
Der Strafantrag muss schriftlich bei der Staatsanwaltschaft innerhalb drei Monaten eintreffen oder kann mündlich bei der Polizeistelle abgegeben werden.
Um die Gefährdungsmeldung einzusehen, muss man Akteneinsicht beantragen, welches einem rechtlich zusteht. Die Akteneinsicht wird von der KESB häufig verzögert.
Den Strafantrag kann man schon vorher einreichen und die Dokumente später nachreichen. Eine Meldung bei der KESB sagt den Wortlaut nach 443 ZGB und 314c ZGB aus, was für sich alleine schon eine üble Nachrede oder Verleumdung nach 173, 174 STgB darstellen kann.

## Inhalt einer Gefährdungsmeldung
Auf der Website der Kantonalen Stellen gibt es Vorlagen oder Hinweise.
Die Auflistung ist als Beispiel zu betrachten. Verschiedentlich bieten diesbezüglich Gemeinden und Schulbehörden entsprechende Formulare an.
Da Gefährdungsmeldungen vielfach von Schulen eingereicht werden, sind diese bezüglich Vorlagen, Fallbeispielen und Abläufen am weitesten fortgeschritten. Die entsprechenden Vormundschaftsbehörden haben nur spärliche oder keine diesbezüglichen Vorlagen, obschon die entsprechenden Behörden diesbezüglich in ihrer täglichen Arbeit damit konfrontiert sind.

### Personalien
- Name, Vorname und Adresse der betroffenen Person
- Adresse(n) von Erziehungsberechtigten
- Kontaktadressen. Beispielsweise Schule, Lehrkraft, Schulkommission...
- Bei sämtlichen Personen und Institutionen ist, wenn sinnvoll, die Erreichbarkeit anzugeben.
- Name, Vorname und Adresse der Person oder Institution, die den Gefährdungsantrag einreicht.

### Angaben zur Gefährdung
- Sachliche Aufzählung der konkreten gefährdenden Tatsachen, Ereignisse und Beobachtungen.
- Angaben zu den Bemühungen die bisher unternommen wurden, um die Situation zu verbessern.
- Lösungsvorschläge und emotionale Aspekte gehören nicht in eine Gefährdungsmeldung.

## Einreichen der Gefährdungsmeldung
Eingereicht wird eine Gefährdungsmeldung in der Regel bei der Behörde am Wohnort der betroffenen Person. In der Regel erfolgt diese schriftlich. In Notsituationen ist eine mündliche Meldung möglich. Diese mündliche Meldung wird jedoch schriftlich festgehalten.

## Bearbeitung der Gefährdungsmeldung
Das Vorgehen ist als Beispiel zu betrachten. Sie können von Fall zu Fall abweichen. Die Vorgehensart ist bei den jeweiligen Vormundschaftsbehörden in entsprechenden Ablaufschemas festgehalten. Sie muss sich an die Gesetzesgebung halten und überdies die Menschenrechte einhalten.
Die örtliche und fachliche Zuständigkeit wird überprüft. Ist unter Umständen bereits ein Verfahren anhängig, wird dies der entsprechenden Stelle übergeben. Beispielsweise ein Jugendgericht oder der Richter in einem laufenden Scheidungsverfahren. Ansonsten bleibt die Gefährdungsmeldung zur Bearbeitung bei den Vormundschaftsbehörden.
Durch die zuständige Stelle wird die Situation abgeklärt. Diese Arbeit umfasst Gespräche mit den beteiligten Personen. Zudem können Gutachten von entsprechenden Fachstellen eingeholt werden (zum Beispiel Kinder- und Jugendpsychiatrischer Dienst).
Die Abklärung einer Gefährdungsmeldung kann drei bis sechs Monate dauern. Nur bei einer massiven Gefährdung sind Sofortmassnahmen möglich.
Zu den häufigen Massnahmen gehört bei Gefährdungsmeldungen aus dem Umfeld von Schulen gegen Kinder und Jugendliche eine Beistandschaft.
Gegen die Massnahmen kann eine Beschwerde beim Regierungsstatthalteramt eingereicht werden. Je nach Fall kann aber bei einer Beschwerde bezüglich der Massnahmen die aufschiebende Wirkung entzogen werden.
Gefährdungsmeldungen können im Verlaufe des Verfahrens ohne einschneidende Konsequenzen zurückgezogen werden, wenn die entsprechenden Verbesserungen erreicht wurden oder bei Bagatellen keine Aussicht auf Erfolg besteht.
Im Verfahren besteht ein Akteneinsichtsrecht.

## Belege
1. ↑  Quelle: Regionale Arbeitsgruppe Sozialdienste Vormundschaft der Gemeinden Worb, Ittigen und Ostermundigen (Schweiz)